# Song biên qua lâu
Trichosanthes rosthornii là một loài thực vật có hoa trong họ Cucurbitaceae. Loài này được Harms miêu tả khoa học đầu tiên năm 1901.